# Бањска река
Бањска река је река у Србији десна притока реке Топлице у коју се улива код Куршумлије. Извире испод крајњих југоисточних огранака Копаоника. Дуга је 22 km, са површином слива од 155 km². Просечан проток на ушћу је 0,7 m³/s.
Долина Бањске реке је махом клисураста, а слив добро пошумљен. Том долином води пут Куршумлија - Куршумлијска бања - превој Преполац - Подујево - Приштина.